# Ōrora Satoshi

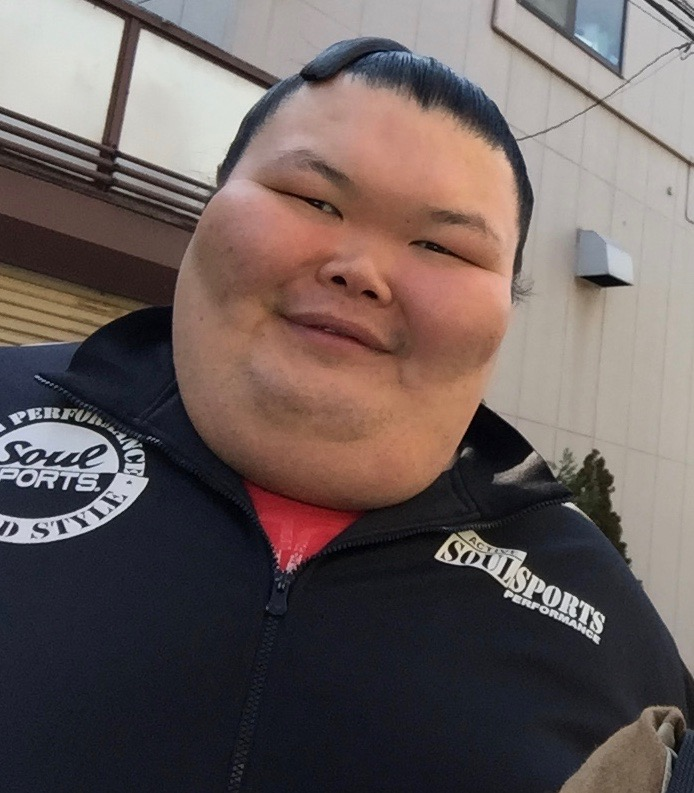
Ōrora Satoshi, 2016

Anatoli Walerjewitsch Michachanow (russisch: Анато́лий Вале́рьевич Миха́ханов) (* 26. April 1983, Saigrajewo, Burjatische ASSR, UdSSR), bekannt als Ōrora Satoshi (japanisch: 大露羅 敏) ist ein russischer Sumoringer burjatischer Herkunft. Er ist der schwerste Sumoringer der Geschichte mit einem Maximalgewicht von 293 kg im Jahr 2018. Er ist Makushita. 

## Biografie
Anatoli Michachanow wurde am 26. April 1983 in Saigrajewo, Burjatien, geboren. Seine Eltern waren Waleri Obogojewitsch, ein Tierarzt, und Dulsan Badmaewna, eine Steuerprüferin.
Von Kindheit an zeichnete er sich durch außergewöhnliche, weit über die Norm hinausgehende Größe und Gewicht aus – in der ersten Klasse wog er 120 kg, im Alter von 16 Jahren –, knapp unter 200 kg bei einer Größe von 191 cm. Seine Eltern zeichneten sich hingegen nicht durch besondere körperliche Eigenschaften aus.
1999 überredete Zorigto Sachanow, Leiter des russisch-japanischen Projekts „Internationales Zentrum für Innovation und Technologie“, die Familie, nach St. Petersburg zu ziehen, um Anatoli bei einem professionellen Trainer trainieren zu lassen. Im November 1999 trat Anatoli in die Tokioter Sumoschule Kitanoumi, ein, die nach dem Tod des Gründers ihren Namen in Yamahibiki änderte.
Michachanow ist zudem der erste professionelle Sumo-Ringer aus Russland.

## Sportkarriere
- Anmerkung: Es werden je sechs offizielle basho oder Turniere jedes Jahr abgehalten - Hatsu (First), Haru (Spring), Natsu (Summer), Nagoya, Aki (Autumn) und Kyushu. Die Ringer der unteren Klassen bestreiten sieben Kämpfe pro Turnier.

| Jahr | Januar Hatsu basho, Tokyo | März Haru basho, Osaka                    | Mai Natsu basho, Tokyo | Juli Nagoya basho, Nagoya | September Aki basho, Tokyo     | November Kyūshū basho, Fukuoka |
| --- | ------------------------- | ----------------------------------------- | ---------------------- | ------------------------- | ------------------------------ | ------------------------------ |
| 2000 | x                         | (Maezumo)                                 | Ost Jonokuchi #20 3–4  | West Jonokuchi #23 6–1    | Ost Jonidan #75 2–5            | Ost Jonidan #99 4–3            |
| 2001 | Ost Jonidan #75 3–4       | Ost Jonidan #89 4–3                       | West Jonidan #65 3–4   | West Jonidan #78 3–4      | Ost Jonidan #95 6–1            | Ost Jonidan #17 3–4            |
| 2002 | West Jonidan #35 4–3      | Ost Jonidan #14 4–3                       | West Sandanme #94 2–5  | West Jonidan #16 2–5      | Ost Jonidan #50 6–1            | Ost Sandanme #85 5–2           |
| 2003 | West Sandanme #56 3–4     | West Sandanme #74 verletzt abwesend 0–0–7 | West Jonidan #34 5–2   | West Sandanme #98 2–5     | West Jonidan #31 5–2           | West Sandanme #96 4–3          |
| 2004 | Ost Sandanme #74 3–4      | West Sandanme #89 4–3                     | West Sandanme #70 4–3  | West Sandanme #52 1–6     | West Sandanme #92 6–1          | Ost Sandanme #34 3–4           |
| 2005 | West Sandanme #47 4–3     | Ost Sandanme #31 4–3                      | Ost Sandanme #19 4–3   | Ost Sandanme #9 2–5       | Ost Sandanme #33 4–3           | West Sandanme #17 4–3          |
| 2006 | Ost Sandanme #4 2–5       | Ost Sandanme #24 2–5                      | West Sandanme #50 5–2  | Ost Sandanme #20 2–5      | West Sandanme #49 5–2          | Ost Sandanme #20 4–3           |
| 2007 | West Sandanme #7 3–4      | Ost Sandanme #24 4–3                      | Ost Sandanme #10 3–4   | West Sandanme #22 3–4     | Ost Sandanme #38 5–2           | West Sandanme #13 5–2          |
| 2008 | Ost Makushita #53 2–5     | West Sandanme #10 1–6                     | West Sandanme #44 5–2  | West Sandanme #19 5–2     | Ost Makushita #58 4–3          | West Makushita #48 1–6         |
| 2009 | West Sandanme #21 5–2     | West Makushita #58 3–4                    | Ost Sandanme #12 5–2   | Ost Makushita #50 3–4     | West Sandanme #6 1–6           | Ost Sandanme #42 3–4           |
| 2010 | West Sandanme #59 4–2     | Ost Sandanme #43 6–1                      | West Makushita #55 1–6 | West Sandanme #27 4–3     | West Sandanme #14 2–5          | West Sandanme #36 4–3          |
| 2011 | West Sandanme #23 3–4     | Turnier abgesagt 0–0–0                    | Ost Sandanme #41 4–3   | West Sandanme #16 5–2     | Ost Makushita #58 5–2          | Ost Makushita #43 2–5          |
| 2012 | West Sandanme #4 1–6      | West Sandanme #39 3–4                     | West Sandanme #56 5–2  | West Sandanme #26 3–4     | Ost Sandanme #43 5–2           | Ost Sandanme #16 2–5           |
| 2013 | Ost Sandanme #42 3–4      | Ost Sandanme #57 5–2                      | Ost Sandanme #29 3–4   | Ost Sandanme #43 4–3      | Ost Sandanme #30 5–2           | West Sandanme #5 4–3           |
| 2014 | West Makushita #54 2–5    | West Sandanme #16 2–5                     | Ost Sandanme #46 3–4   | Ost Sandanme #62 6–1      | Ost Sandanme #8 3–4            | Ost Sandanme #25 4–3           |
| 2015 | West Sandanme #12 4–3     | Ost Sandanme #2 2–5                       | West Sandanme #33 2–5  | West Sandanme #57 5–2     | West Sandanme #28 2–5          | Ost Sandanme #58 4–3           |
| 2016 | Ost Sandanme #40 2–5      | Ost Sandanme #70 2–5                      | Ost Sandanme #94 5–2   | West Sandanme #59 4–3     | Ost Sandanme #41 3–4           | Ost Sandanme #57 4–3           |
| 2017 | West Sandanme #38 4–3     | Ost Sandanme #27 2–5                      | Ost Sandanme #59 3–4   | West Sandanme #80 3–4     | West Jonidan #1 3–4            | Ost Jonidan #13 5–2            |
| 2018 | Ost Sandanme #77 0–2–5    | Ost Jonidan #28 2–5                       | Ost Jonidan #61 4–3    | Ost Jonidan #35 4–3       | West Jonidan #12 Ruhestand 1–6 | x                              |
| Kampfstatistik angegeben als Sieg-Niederlage-Abwesenheit Top Division Champion Top Division Zweitplatzierter Ruhestand Untere Divisionen Sanshō Schlüssel: F=Fighting Spirit; O=Outstanding Performance; T=Technique Price Zusätzlich: ★=Kinboshi; P=Playoff Divisionen: Makuuchi — Jūryō — Makushita — Sandanme — Jonidan — Jonokuchi Makuuchi Ränge: Yokozuna — Ōzeki — Sekiwake — Komusubi — Maegashira |                           |                                           |                        |                           |                                |                                |

| Personendaten    | Personendaten |
| ---------------- | --- |
| NAME             | Ōrora Satoshi |
| ALTERNATIVNAMEN  | Anatoli Walerjewitsch Michachanow (Geburtsname); 大露羅 敏 (japanisch); Миха́ханов, Анато́лий Вале́рьевич (russisch) |
| KURZBESCHREIBUNG | russischer Sumōringer in der japanischen Makushita-Division                                                       |
| GEBURTSDATUM     | 26. April 1983 |
| GEBURTSORT       | Saigrajewo |